# Швіц
Швіц (нім. Schwyz) — місто  в Швейцарії, столиця кантону Швіц, округ Швіц.

## Географія
Місто розташоване на відстані близько 95 км на схід від Берна.
Швіц має площу 53,2 км², з яких на 9,3% дозволяється будівництво (житлове та будівництво доріг), 47,4% використовуються в сільськогосподарських цілях, 37,7% зайнято лісами, 5,6% не є продуктивними (річки, льодовики або гори).

## Демографія
2019 року в місті мешкало 15 239 осіб (+5,7% порівняно з 2010 роком), іноземців було 19%. Густота населення становила 287 осіб/км².
За віковим діапазоном населення розподілялося таким чином: 19,3% — особи молодші 20 років, 61,7% — особи у віці 20—64 років, 19% — особи у віці 65 років та старші. Було 6568 помешкань (у середньому 2,3 особи в помешканні).
Із загальної кількості 12 785 працюючих 452 було зайнятих в первинному секторі, 3077 — в обробній промисловості, 9256 — в галузі послуг.